# Steep
Steep (pronuncia-se stip) é um game de esportes radicais em mundo aberto produzido pela Ubisoft Annecy e publicado pela Ubisoft para Microsoft Windows, PlayStation 4 e Xbox One em 2 de dezembro de 2016. Um port para o Nintendo Switch também foi confirmado.
O jogo dá grande enfase ao multijogador online, focando-se na competição entre vários jogadores em esportes de inverno (ski, snowboard, wingsuit e parapente) na região dos Alpes e do Alasca. Houve dois periodos beta durante o mês de novembro de 2016.